# Pyrgos, Grecia
Pyrgos este un oraș în Grecia în prefectura Elida.

## Personalități
- Giorgos Karagounis, căpitanul echipei naționale de fotbal a Greciei.